# Edmund Mortimer
Edmund Mortimer, III conde de la Marca y jure uxoris conde de Úlster (1 de febrero de 1352-27 de diciembre de 1381) fue hijo de Roger Mortimer, II conde de March, y su mujer Philippa, hija de William Montagu, conde de Salisbury y Catherine Grandison.

## Primeros años
Aún niño a la muerte de su padre, Edmund, como guardián de la corona, fue puesto por Eduardo III de Inglaterra bajo el cuidado de William de Wykeham y Richard FitzAlan, conde de Arundel. La posición del joven conde, poderoso gracias a sus posesiones e influencia hereditaria en las marcas galesas, se reforzó aún más con su matrimonio el 24 de agosto de 1369 a la edad de 17 con Philippa, de 14, la única hija del fallecido Lionel de Amberes, Duque de Clarence, y segundo hijo de Eduardo III.
La última esposa de Lionel, Elizabeth, era la hija y heredera de William Donn de Burgh, conde de Úlster, y Lionel se había creado a sí mismo conde de Úlster antes de su matrimonio. Edmund heredó el título condal a la muerte de Lionel. Por tanto, el conde de la Marca no sólo representaba a uno de los principales señoríos Anglonormandos en Irlanda a través de su esposa Philippa, sino que el linaje de Philippa era también la segunda línea más cercana a la sucesión a la corona, después de la de Eduardo, el Príncipe Negro y su hijo, Ricardo II de Inglaterra. Juan de Gante, hermano más joven de Eduardo había sido nombrado Duque de Lancaster y por ello el origen de las reclamaciones de la Casa de Lancaster al trono.
Este matrimonio tendría, por tanto, consecuencias de largo alcance en la historia inglesa, finalmente autorizando las reclamaciones de la Casa de York a la corona de Inglaterra disputada en las Guerras de las Rosas entre los York y los Lancaster; Eduardo IV siendo descendiente del segundo hijo de adulto de Eduardo III como tataranieto de Philippa, condesa de la Marca, y en línea masculina de Edmundo de Langley, el primer Duque de York y cuarto hijo adulto de Eduardo III. El hijo de Edmund Mortimer, Roger Mortimer, llegaría a ser heredero presunto a la Corona inglesa durante el reinado de Ricardo II.

## Carrera política
Mortimer, ahora titulado Conde de la Marca y Úlster, se convertiría en Mariscal de Inglaterra en 1369, y estuvo empleado en varias misiones diplomáticas durante los años siguientes. Fue miembro del comité nombrado por los Pares para conferir con los Comunes en 1373 -  el primer caso de conferencia conjunta desde la creación de la institución de parlamentos representativos para la cuestión de conceder suministros para la guerra de Juan de Gante en Francia.
Participó en la oposición a Eduardo III y el partido de la corte, que creció en fuerza hacia el fin del reinado, tomando el lado popular y destacando en el Parlamento Bueno de 1376 entre los lores que apoyaban al Príncipe de Gales y se oponían al partido de la corte y a Juan de Gante. El Portavoz de la Cámara de los Comunes en este parlamento fue el mayordomo de March, Peter de la Mare, que resistió firmemente a Juan de Gante al declarar los agravios a los Comunes, apoyar el proceso de destitución de varios altos cargos de la corte y en procurar el destierro de la amante del rey, Alice Perrers. March era miembro del consejo administrativo nombrado por el mismo parlamento después de la muerte de Eduardo, el Príncipe Negro para asistir al rey y aconsejarle en todos los asuntos  públicos.
Después del Parlamento Bueno sus actos fueron invertidos por Juan de Gante, el mayordomo de March encarcelado y Edmund fue enviado a inspeccionar Calais y otros castillos reales remotos como parte de sus obligaciones como Lord Mariscal de Inglaterra. March dimitió de su cargo.

### Enviado a gobernar Irlanda
A la ascensión de Ricardo II, un menor, en 1377, el Conde pasó a ser un miembro del consejo permanente del gobierno; aunque como marido de la heredera presunta a la corona, sabiamente se abstuvo de reclamar cualquier cargo administrativo real.  La persona más rica y poderosa del reino era, no obstante, el tío del rey, Juan de Gante, cuyos celos llevaron a March a aceptar el cargo de Lord Teniente de Irlanda en 1379. March consiguió afirmar su autoridad en el este del Úlster, no pudo someter a los O'Neill en la zona accidental. Durante su expedición a Munster para someter a los turbulentos jefes meridionales, March fue asesinado en Cork el 27 de diciembre de 1381. Fue enterrado en Wigmore Abbey, de la que había sido un benefactor, y donde su mujer Philippa fue también enterrada.

## Hijos
El conde tuvo dos hijos y dos hijas:
- Elizabeth (1371–1417), casada con Henry Percy "Hotspur", hijo del Conde de Northumberland. Pudo casarse después con Thomas de Camoys, Barón Camoys.[2]
- Roger (1374–1398), le sucedió como Conde de March y Úlster; se casó con Alianore Holland.
- Edmund (1376–1409), casado con Catrin ferch Owain Glyndŵr.
- Philippa (1375–1401), casada en primer lugar con John Hastings, Conde de Pembroke; después de su muerte en 1389  fue la segunda mujer de Richard FitzAlan, conde de Arundel; por último con Sir Thomas Poynings, Barón St John de Basing.[3]